# مواد رنگزای مصنوعی
مواد رنگزای مصنوعی شامل مواد رنگزای نظیر رنگ موی سر، رنگ‌های ساختمانی، رنگ‌های صنعتی، رنگ‌های هنری و غیره هستند که همگی جزء مواد رنگزای مصنوعی محسوب می‌شوند. مواد رنگزای مصنوعی را به‌طور کلی بر پایه خواص آن‌ها و ساختمان شیمیایی مواد طبقه‌بندی می‌کنند. شیوه دیگر دسته بندی رنگ‌ها بر اساس روش استفاده آن‌ها در رنگرزی می‌باشد. اسلوب و تکنیک رنگرزی به ساختمان، طبیعت الیاف یا کالای مورد رنگرزی وابستگی دارد. به عبارت دیگر رنگرزی پشم و ابریشم و دیگر الیاف به دست آمده از حیوانات با رنگرزی پنبه و الیاف به دست آمده از گیاهان تفاوت دارد. در رنگرزی همواره ساختمان شیمیایی الیاف مشخص‌کننده نوع رنگ مورد نیاز و تکنیک رنگرزی می‌باشد. به عنوان نمونه الیاف طبیعی-حیوانی مثل ابریشم و پشم از پروتئین تشکیل شده‌اند و دارای گروه‌های اسیدی و بازی می‌باشند. این گروهها نقاطی هستند که در آن‌ها مولکول رنگ خود را به الیاف وصل می‌کند، بنابراین برای رنگرزی این گونه الیاف باید از رنگ‌هایی که دارای بنیان اسیدی و بازی هستند استفاده کرد.